# Vulcan Riders Nederland
Vulcan Riders Nederland (VRN) is een Nederlandse motorclub en de nationale onderafdeling (chapter 31) van de Vulcan Riders Association. Doelgroep zijn de eigenaars van een motorfiets type Kawasaki Vulcan.

## Geschiedenis
In oktober 2004 werd de VRA-chapter Vulcan Riders Nederland opgericht door Geert de Jonge (“Party Animal”) en Ferry Schippers (“Bushwaiter”). In 2005 werd John Versteeg (“Mosselman”) de eerste verkozen voorzitter en is dit tot op heden nog steeds. In 2005 werd door VRN de eerste internationale “Vulcan Rally” georganiseerd in Nederland, waarna de Europese chapters beslisten dit jaarlijks te organiseren in een ander land. In 2014 was Nederland weer aan de beurt.